# صوفي نيلسي
صوفي نيلسي (بالإنجليزية: Sophie Nélisse)‏ (ولدت في 27 مارس 2000) هي ممثلة كندية معروفة بأدورها في فيلمي السيد لزهر و‌سارقة الكتاب.
في وندسور، أونتاريو، ولكنها انتقلت إلى مونتريال، كيبيك، مع عائلتها عندما كانت في الرابعة من عمرها. هي من أصل فرنسي كندي. ترشحت لجائزة الفنان الصغير لأفضل ممثلة لدورها في السيد لزهر وفي 2013 جسدت دور ليزل ميمنغر في فيلم الدراما سارقة الكتاب، المستوحى من الرواية التي تحمل نفس الاسم. تلقى الفيلم مراجعات متوسطة من النقاد لكنهم مدحوا أداء الممثلين من ضمنهم صوفي.

## أعمالها
| سنة  | عنوان                   | دور          | ملاحظات                                 |
| ---- | ----------------------- | ------------ | --------------------------------------- |
| 2011 | Monsieur Lazhar         | أليس         | ترشحت - جائزة الفنان الصغير لأفضل ممثلة |
| 2013 | The Book Thief          | ليزيل ممنجير | جائزة ستالايت لأفضل أداء                |
| 2014 | Pawn Sacrifice          | جوان الصغيرة |                                         |
| 2015 | The Great Gilly Hopkins | جيلي هوبكنز  |                                         |

## وصلات خارجية
- صوفي نيلسي على موقع IMDb (الإنجليزية)
- صوفي نيلسي على موقع قاعدة بيانات الأفلام العربية
- صوفي نيلسي على موقع قاعدة بيانات الأفلام العربية
- صوفي نيلسي على موقع ألو سيني (الفرنسية)
- صوفي نيلسي على موقع أول موفي (الإنجليزية)
- صوفي نيلسي على موقع قاعدة بيانات الأفلام السويدية (السويدية)
- صوفي نيلسي على موقع قاعدة بيانات الفيلم (الإنجليزية)
- صوفي نيلسي على موقع كينوبويسك (الروسية)